# Mehdi Rahmouni
Mehdi Rahmouni (* 26. Oktober 1988) ist ein französischer Fußballschiedsrichterassistent.
Rahmouni ist seit der Saison 2016/17 Schiedsrichterassistent in der französischen Ligue 1. Bisher war er bereits bei über 170 Ligaspielen im Einsatz. 
Seit 2018 steht er auf der Liste der FIFA-Schiedsrichter und ist an der Spielleitung internationaler Fußballspiele beteiligt.
In der Saison 2018/19 war Rahmouni erstmals bei einem Spiel in der Europa League, in der Saison 2020/21 erstmals bei einem Spiel in der Champions League im Einsatz.
Im April 2024 wurde Rahmouni zusammen mit Cyril Mugnier als Schiedsrichterassistent von François Letexier für die Europameisterschaft 2024 in Deutschland nominiert.
Am 20. April 2025 wurde Rahmouni kurz vor der Halbzeitpause eines Ligue-1-Spiels zwischen AS Saint-Étienne und Olympique Lyon von einem Gegenstand getroffen, der aus der Menge geworfen wurde. Das Spiel wurde für etwa 45 Minuten unterbrochen, bevor es fortgesetzt wurde und mit einem 2:1-Sieg für Saint-Étienne endete. Nach dem Spiel wurde im Zusammenhang mit dem Vorfall ein Mann festgenommen.